# Шојцеров звончић
Шојцеров звончић (лат. Campanula scheuchzeri) је биљка из фамилије звончића (Campanulaceae) која насељава брдске и планинске камењаре и стене.
Порекло научног имена:
- рода од лат.campanula што значи звонце јер је цвет таквог облика
- врсте према швајцарском природњаку Шојцеру.

## Опис биљке
Стабљике су усправне, разгранате, нису покривене длакама (голе) и израстају из розете листова. Листови који образују розету су округласти или срцасти са дугачком дршком. За разлику од њих они на стаблу су линеарни, дугуљасти и имају кратке дршке. Цветови појединачни или груписани у гроздасте цвасти. Крунични листићи плавољубичасти, срасли у левкасто-звонасту форму која до 1/4 има троугласто урезане зупце. Чашични листићи знатно краћи од круничних и са танким зупцима дугачким до 1 cm. Плод је издужено купаста чахура са спљоштено јајастим семенима.

## Станиште и распрострањеност
Насељава планинске рудине на кречњачкои и силикатној подлози алпске и субалпске зоне. Има широку еколошку валенцу у односу на подлогу чија  варира између 5 и 7. На стаништима средња годишња температура варира између 0 и 5 °. Распрострањена је по планинама од Пиринеја до Балканског полуострва.